# Nikanor Lubimow
Nikanor Nikanorowicz Lubimow, ros. Никанор Никанорович Любимов (ur. w 1893 r., zm. prawdopodobnie w 1943 r. w obozie koncentracyjnym w Sachsenhausen) – radziecki wojskowy (pułkownik), zastępca ds. politycznych przewodniczącego Politycznego Centrum Walki z Bolszewizmem podczas II wojny światowej
W okresie międzywojennym służył w Armii Czerwonej. Ukończył leningradzką szkołę artyleryjską, po czym został w niej wykładowcą. Następnie wykładał w akademii wojskowej w Moskwie. Po ataku wojsk niemieckich na ZSRR 22 czerwca 1941 r. objął w stopniu pułkownika dowództwo artylerii 49 Dywizji Pancernej. Pod koniec 1941 lub na pocz. 1942 r. dostał się do niewoli niemieckiej podczas próby wyrwania się z okrążenia. Według części źródeł wraz z grupą wyższych oficerów przeszedł na stronę Niemców. Był osadzony w obozie jenieckim w Hammelburgu. W lipcu 1942 r. został członkiem Rosyjskiej Narodowej Partii Reformistów, efemerycznego ugrupowania politycznego, założonego przez b. kombryga Iwana G. Biessonowa. Jednocześnie objął funkcję zastępcy ds. politycznych przewodniczącego Politycznego Centrum Walki z Bolszewizmem. Kiedy Niemcy zlikwidowali pod koniec 1943 r. organizacje utworzone przez I. G. Biessonowa, płk N. N. Lubimow jako politycznie niepewny został przeniesiony do obozu koncentracyjnego w Sachsenhausen, gdzie wkrótce zmarł.